# 安德森山
安德森山（Anderson Hill）是火星古謝夫環形山中哥伦比亚山丘群的一座山峰，它是紀念在哥倫比亞號太空梭意外中喪生的非裔美國太空人迈克尔·安德森的而命名。